# Granica litewsko-radziecka
Granica litewsko-radziecka – międzypaństwowa granica lądowa pomiędzy Litwą i Związkiem Radzieckim istniejąca w latach 1939–1940 i 1990–1991.

## Kształtowanie się granicy
23 sierpnia 1939 roku III Rzesza i Związek Radziecki podpisały Pakt Ribbentrop-Mołotow. Jego tajny załącznik zawierał podział na strefy wpływów w Europie: sowiecką i niemiecką. Oprócz tego znajdował się w nim zapis o przekazaniu Wileńszczyzny Pierwszej Republice Litewskiej. W wyniku kampanii wrześniowej Niemcy i sowieci zajęli terytorium Polski. Dotychczasowa granica polsko-litewska zmieniła się w granicę litewsko-sowiecką. Zrealizowano postanowienie paktu, Wileńszczyzna została przekazana Litwie 10 października 1939.
W czerwcu 1940 roku ZSRR anektował Litwę, tworząc Litewską Socjalistyczną Republikę Radziecką. Ostateczna granica republiki radzieckiej (patrz mapka na dole) stała się granicą Litwy po odzyskaniu niepodległości w 1990. Była to ponownie granica litewsko-radziecka, lecz jedynie do 1991, gdy rozpadł się Związek Radziecki i granica zmieniła się w granicę białorusko-litewską.

## Mapy

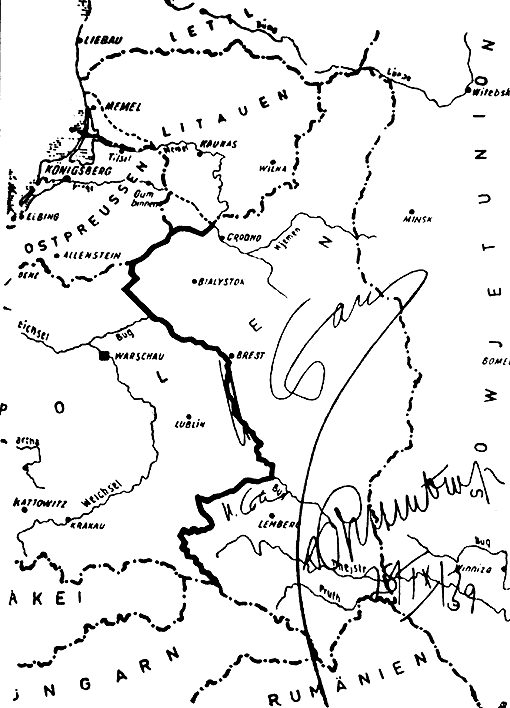
Mapa podziału Polski pomiędzy Niemcy i ZSRR w ramach paktu Ribbentrop-Mołotow. Widoczna granica litewsko-radziecka z Wilnem po stronie litewskiej. Podpisy za zgodność: Stalin, Ribbentrop.
Tereny przekazane Litwie przez ZSRR 10 października 1939     Tereny przekazane Litewskiej SRR 6 listopada 1940